# Maria Octavia Țarălungă
Maria Octavia Țarălungă (n. 8 iunie 1930, Vaidei, România decedată la 25 iulie 2024) este o artistă plastică și ilustratoare română.

## Biografie
A studiat la secția de grafică a Institutului de Arte Plastice „Nicolae Grigorescu” din București sub îndrumarea profesorului Jules Perahim. A absolvit în 1955.
A lucrat în domenii diverse: grafică de șevalet, litografie, grafică publicitară, ilustrație de carte. A ilustrat peste 100 de cărți pentru copii și pentru 20 de ani a realizat ilustrații pentru Editura Didactică și Pedagogică - manuale școlare, reviste, și alte materiale didactice.
Este membră a Uniunii Artiștilor Plastic din România începând cu 1970.

## Ilustrații
Și-a dedicat întreaga viață copiilor și cărților dedicate acestora, realizând ilustrații pentru cărți educaționale, cărți de colorat și cărți de povești, printre care:
- Hai să-l ajutăm pe Moty! - Titel Constantinescu (Ed. Didactică și Pedagogică) - carte de colorat - 1973
- Moty e tot mai isteț - Titel Constantinescu (Ed. Didactică și Pedagogică) - carte de colorat - 1973
- Frumoasa-Frumoaselor - Petru Rezuș (Ed. Ion Creangă, Colecția "Traista cu povești") - [copertă și ilustrații color] - 1973
- Mărgica albastră - Maria Kruger (Ed. Ion Creangă) (traducere de Olga Zaicik) - [cop. color și il. alb-negru] - 1973
- Crăiasa zăpezii - Hans Christian Andersen (Ed. Ion Creangă; Colecția "Biblioteca pentru toți copiii" nr. 32) (traducere de Al. Philippide și I. Cassian-Mătăsaru) - [cop. color & il. a/n + o planșă color] - 1974
- Palatul de cleștar - Barbu Ștefănescu Delavrancea (Ed. Ion Creangă; Colecția "Biblioteca pentru toți copiii" nr. 49; ediția a II-a 1987)[cop. color & il. a/n + o planșă color]
- Cum am crescut un zmeu - Vasile Petre Fati (Ed. Ion Creangă)- [cop. coolor & il. monocromie] - 1976
- Abecedarul din iarbă - Titel Constantinescu (Ed. Ion Creangă) - [cop. color & il. monocromie] - 1976
- Clopoței și prichindei - Virgil Carianopol (Ed. Ion Creangă) - versuri - [cop. & il. color] - 1977
- Râsete fără catalog - Nicolae Saftu (Ed. Didactică și Pedagogică) - 1977
- Secretul celor două Lotte - Erich Kastner (Ed. Ion Creangă) - 1978
- Isprăvile lui Guguță - Spiridon Vangheli (Ed. Ion Creangă) - [cop. & il. color] - 1985
- Pădure-Împărat - Gheorghe Onea (Ed. Ion Creangă) - [cop. color & il. a/n] - 1988
- Carte de colorat cu...albine nr. 1 - Octavia Țarălungă - [cop. color & il. a/n] - 1988
- Legende și povestiri cu albine - Elidia Agrigoroaei, Sorin Bodolea, Eugen Agrigoroaei (Ed. Apimondia) - [cop. & il. color] - 1988
- Povești din Țara Arborado - Ștefan Mitroi (Ed. Ion Creangă) - [cop. & il. color] - 1988
- Vacanța lui Ionuț - Sanda Georgescu (Ed. Ion Creangă) - [cop. & il. color] - 1989
- O carapace călătoare - Gabriel Cheroiu ( Ed. Ion Creangă) - versuri - [cop. color & il. monocromie] - 1989
- Cele patru păsări ale zilei - Florin Costinescu (Ed. Ion Creangă) - 1991
- Fetița care eram - Cleopatra Lorințiu (Ed. Intact) - [cop. & il. color] - 1992
- Legende din Carpați - Valeriu Ocrain (Editura H) - [cop. color & il. a/n] - 1992
- Albă ca făina și cei șapte covrigi: o poveste cu umor de la Moară la Cuptor - Gheorghe Scripcă, Editura Porto-Franco - 1996[6]
- Timp de vis cu iepuri - Valeriu Ocrain, Editura Albin - 2002

## Seria bilingvă de literatură pentru școlari
(Editura Didactică și Pedagogică)
- Poil de Carotte - Jules Renard (1966)
- nr. 25: Lettre de mon moulin - Alphonse Daudet (1966)
- nr 53: Sketches and excerpts from other works - Jerome K. Jerome (1968)
- Tartarin de Tarascon - A. Daudet (1968)
- Le livre de mon ami - Anatole France (1968)
- The importance of being earnest - Oscar Wilde (1969)
- Schatzkastchen Deutscher Dichtung - Eva Pătrășcanu (1970)
- nr. 119: Aurore, la belle mariée du soleil - Elvira Bogdan (1975)
- nr. 85: Le carnets du major Thompson - Pierre Daninos (1976)